# Мусолитин, Владимир Николаевич
Владимир Николаевич Мусолитин (укр. Володимир Миколайович Мусолітін; род. 11 марта 1973, Одесса) — украинский футболист, нападающий. Выступал за сборную Украины.
Воспитанник СДЮСШОР «Черноморец».
За сборную Украины сыграл 3 матча, забил 1 гол. Дебют 17 мая 2002 года в товарищеском матче со сборной Югославии, в котором отметился голом.
Сын — Николай — также профессиональный футболист